# Chalázio
Chalázio ou Calazio (do grego khalazion, "granizo") é um quisto na pálpebra causado pelo bloqueio de uma glândula sebácea. São geralmente indolores, de aparência vermelha e surgem geralmente no meio da pálpebra. Tendem a desenvolver-se lentamente ao longo de algumas semanas.
Um chalázio pode ocorrer na sequência de um terçolho ou formar-se a partir de sebo endurecido que causa bloqueio da glândula. A glândula bloqueada é geralmente a glândula acinotarsal, embora possa também ser a glândula de Zeis. Entre outras condições de aparência semelhante estão o terçolho e a celulite orbitária. No entanto, um terçolho desenvolve-se mais rapidamente, pode ser doloroso e geralmente forma-se na margem da pálpebra. A celulite infecciosa também é geralmente dolorosa.
O tratamento inicial consiste geralmente na aplicação de compressas quentes. Quando o tratamento inicial não é eficaz, pode ser tentada a injeção de corticosteroides. Nos casos em que o quisto é de grande dimensão pode ser recomendada uma pequena cirurgia em que é feita uma incisão e drenado o conteúdo do quisto. Embora a condição seja relativamente comum, desconhece-se a sua frequência.

## Diagnóstico diferencial
Ao examinar um calázio persistente ou recorrente e resistente ao tratamento deve-se suspeitar de:
- Hordéolo/Terçolho (infecção bacteriana superficial) por coçar o olho regularmente
- Celulite infecciosa (infecção bacteriana do tecido subcutâneo)
- Adenoma da glândula de Meibom ou da glândula sebácea da pálpebra (de Zein)
- Adenocarcinoma da glândula sebácea
- Granuloma sarcoide
- Granuloma por corpo estranho